# Disc de Teodosi

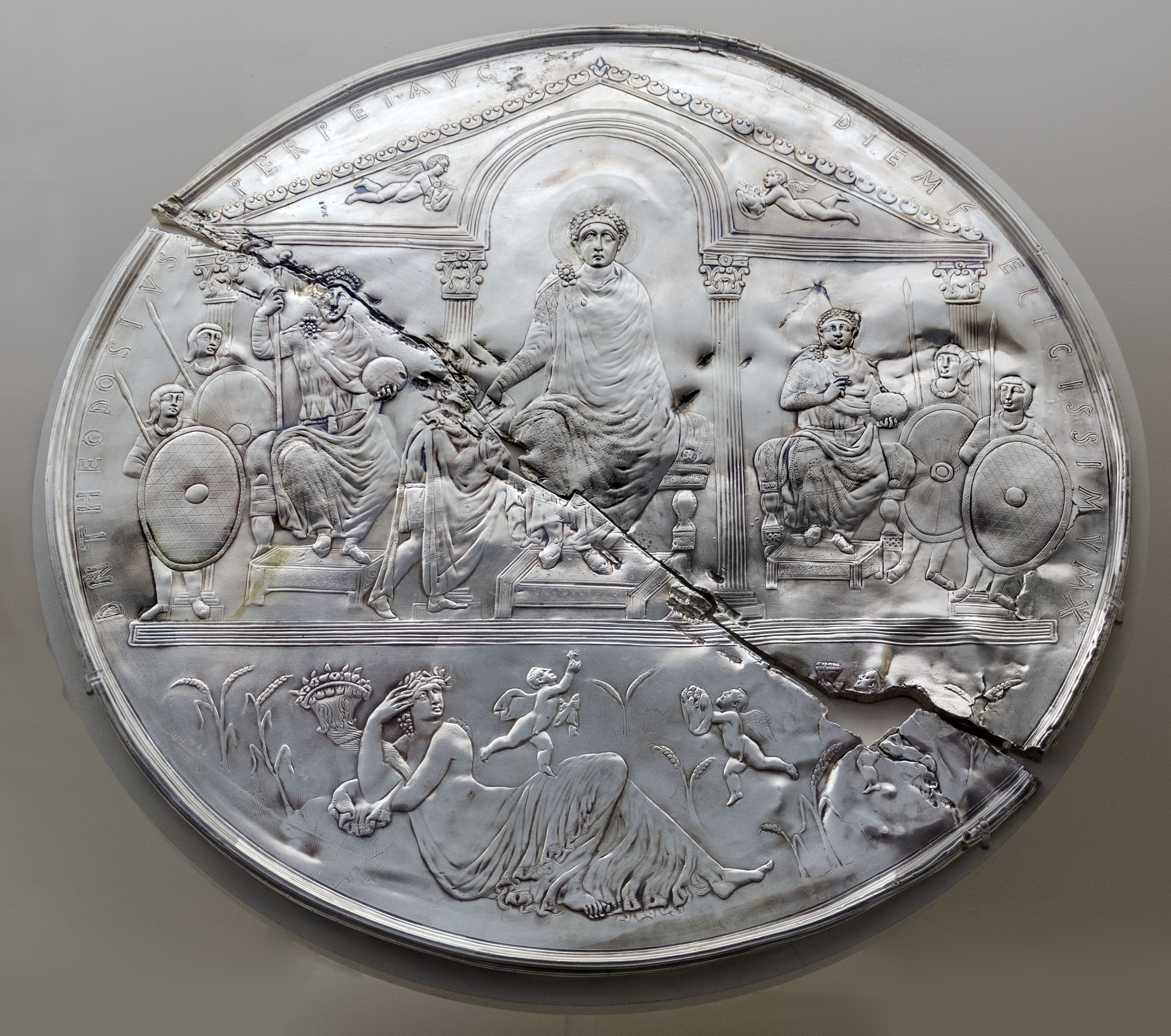
Còpia del Disc de Teodosi, trobat a Almendralejo el 1847. Museu Nacional d'Art Romà, Mèrida

El Disc de Teodosi és un objecte cerimonial tardoimperial romà que es conserva en la Reial Acadèmia de la Història, commemorant el desé o quinzé aniversari (decennalia o quindecennalia) del regnat de l'emperador romà Teodosi I el Gran, en l'any 388 o 393. Fabricat en argent amb una llei de 0,976, té un diàmetre de 74 cm. Es va trobar doblegat sobre si mateix; els intents dels qui el trobaren per repartir-se'l li ocasionaren un tall diagonal a cisalla complet, d'esquerra a dreta, i altres danys hui restaurats.

## Història
Prové d'un tresor d'objectes d'argent que incloïa també dues copes (després perdudes), descobert el 25 d'agost del 1847 a Almendralejo (Badajoz), prop de Mèrida (actual estat espanyol). És fet d'argent sòlid, amb traces de daurat en la inscripció i altres zones. Els objectes d'aquest tipus d'argenteria imperial que han sobreviscut són escassos. Tot i que la seua definició més estesa és la de missorium, una gran safata cerimonial que l'emperador enviaria com a regal, també podria ser un clipeu.
El degueren fer a Constantinoble per a la commemoració del desé o quinzé aniversari (decennalia o quindecennalia) del regnat de l'emperador romà Teodosi I el Gran, el 388 o 393. És un dels millors exemples que ha sobreviscut als segles de l'orfebreria i la imatgeria imperial de l'Antiguitat tardana.
Mostra l'emperador en una façana monumental d'estil corinti, sota l'arc d'un frontó d'estil sirià, lliurant un decret (potser un nomenament) a un oficial. Està flanquejat pels seus dos coemperadors, que podrien ser Valentinià II i Arcadi, o bé els seus fills Arcadi i Flavi Honori, depenent de si la data correcta n'és 388 o 393, i flanquejats al seu torn per quatre soldats de les auxilia palatina. Davall l'escena principal hi ha unes figures al·legòriques.
La inscripció que embolcalla el conjunt diu: D(ominus) N(oster) THEODOSIVS PERPET(uus) AVG(ustus) OB DIEM FELICISSIMVM X (la lectura més estesa i citada) o bé un XV, llegint una petita "V" (la xifra 5) sobre el "X".
El disc mostra Teodosi I el Gran. Nascut a Hispania, fou emperador del 379 al 395 i amb ell el cristianisme fou ja, definitivament, la religió oficial de l'imperi. És el darrer emperador de tot l'imperi (Orient i Occident), en una època en què el territori es dividia en el govern en dues o quatre zones (amb dos augusts i dos cèsars), segons el model de la "tetrarquia", instaurat per Dioclecià. N'hi hagué períodes, però, en què el poder de totes dues zones requeia en una sola persona, com va ocórrer també amb Constantí. A partir dels hereus de Teodosi les dues parts de l'imperi no van tornar a governar-se més sota un sol ceptre. Precisament (amb la data del 393), el disc mostra Teodosi amb els seus dos fills, que van heretar respectivament l'Imperi d'Orient i el d'Occident. El d'Occident a penes perdurà unes dècades fins a la definitiva caiguda de Roma en poder dels "bàrbars". El d'Orient perdurà amb el nom d'Imperi Romà fins a la caiguda de Constantinoble (antiga Bizanci, hui Istanbul) en poder dels turcs. El nom bizantí l'empren els historiadors per a distingir aquesta etapa medieval de l'imperi oriental del coetani Sacre Imperi romanogermànic (que des d'Otó I arriba fins a desaparéixer a la primeria del segle xix, i dona lloc a l'Imperi Austrohongarés i a la Confederació Germànica) i de l'antic Imperi romà, abans del definitiu desmembrament.
El seu motiu iconològic és conegut com la traditio legis, que es transformaria de l'art imperial de l'Antiguitat tardana a l'art cristià, en l'icònic Crist en majestat. Teodosi es mostra més gran que les altres figures, com és usual en l'estil hieràtic de l'època, malgrat que (amb la data del 388) Valentinià II havia estat nomenat emperador des de feia més temps. Aquesta contravenció del protocol imperial, que es presenta si s'accepta la data del 388, es resol en canvi datant-lo de l'any 393, per la mort de Valentinià II en el 392, i a la supremacia de Teodosi sobre els seus dos fills.
Els tres emperadors tenen halo, com era usual llavors. Tot i que eren cristians, no hi ha pas elements cristians en la iconografia.

## Iconografia
El tema de la decoració és l'emperador al tron amb els seus emperadors corregnants. Una inscripció al seu al voltant permet identificar-lo amb D (ominus) N (oster) THEODOSIVS Perpet (UUS) AVG (ustus) OB DIEM FELICISSIMVM X,
és a dir: "El nostre senyor Teodosi, emperador per sempre, en l'ocasió feliç del desé aniversari [del seu regnat]."
La inscripció indica que el disc es feu durant les decennals d'un emperador anomenat Teodosi. La presència de dos corregents ens permet excloure immediatament Teodosi II, que tenia un sol corregent —el seu oncle Flavi Honori— en el moment del desé aniversari del seu regnat, al 412. Això indica les decennals de Teodosi I el Gran, el 19 de gener del 388, quan l'emperador s'allotjava a Tessalònica des de setembre del 387 fins a abril del 388. Alguns han conclòs que el disc el feren en un taller de la ciutat, però és més probable que fos demanat als tallers imperials de Constantinoble; altres creuen que el taller imperial hauria seguit l'emperador en els seus viatges. Alguns exemples d'aquesta plata imperial han sobreviscut; només dinou articles, tots en daten del segle iv i pertanyen a diferents emperadors, tot i que deu en són per a Licini. En aquest conjunt, el Disc de Teodosi es distingeix perquè és el darrer -encara que la pràctica probablement en continuaria altres dos segles- i perquè conté la més elaborada decoració: els únics altres exemples ben conservats són la Placa de Kerch, conservada al Museu de l'Hermitage de Sant Petersburg, que mostra Constanci II a cavall, i la de Valentinià I o Valentinià II a Ginebra. Un fragment d'un tresor trobat a Groß Bodungen era probablement el més proper al Disc de Teodosi en el disseny, però està massa danyat per a permetre una identificació o una datació precisa. Altres exemples de plata aristocràtica han sobreviscut, com el Tresor de Mildenhall, probablement datats d'alguns anys abans, o el Tresor de Sevso. Jutta Meischner reubica el Disc de Teodosi en el segle v, de l'any 421. Ella sosté que l'emperador n'és Teodosi II el Jove, flanquejat per Honori a la dreta i Valentinià III a l'esquerra. Meischner comparteix aquesta interpretació i descriu el disc com una obra d'estil, qualitat d'execució i mà d'obra exemplars de l'Imperi romà d'Occident. Argumenta que els seus trets no són pas coherents amb l'època de Teodosi I. Arne Effenberger ha argumentat contra aquesta interpretació, i afirma que Teodosi II esdevingué autòcrata l'any 408; per tant, el seu 10é aniversari de regnat s'hauria dut a terme el 418 i no pas el 421. Creu que, per tant, és improbable que l'aniversari de la inscripció date del regnat de Teodosi II. Meischner, però, basa l'argumentació en la inscripció esmentant que un desé aniversari imperial pretenia celebrar la continuació de la dinastia de deu anys després d'arribar al poder Teodosi II al 418, després de la mort de son pare, Arcadi, al 408. Sobre aquesta evidència, ella creu que és més probable que siga un encàrrec de Gal·la Placídia i produït a Ravenna al voltant del 421 com a regal per al seu nebot Teodosi II. Admet que la lectura dels números romans inscrits en el disc per Alicia Canto en el seu estudi detallat, com a "quindecennalia" el quinzé aniversari d'imperial, en contraposició a la lectura comuna de "decennalia", dona una nova perspectiva i revaluació a la història, a les circumstàncies de la comissió del disc a Gal·la Placídia, les seues funcions i procedència.

## Naturalesa
Tradicionalment interpretat com a missorium, una gran safata cerimonial enviada per l'emperador a les províncies com a donum, podria ser un clipeu, com va intentar demostrar el 1849 sense massa èxit l'antiquari de la Reial Acadèmia de la Història Antonio Delgado Hernández i ha sostingut també la professora de la UAM Alicia Canto.